# Möhneseegebiet
Das Möhneseegebiet ist eine naturräumliche Untereinheit mit der Ordnungsnummer 334.21 des Unteren Arnsberger Walds („Eichwald“) (334.2) innerhalb des Nordsauerländer Oberlands (334). Es umfasst laut dem Handbuch der naturräumlichen Gliederung Deutschlands den sanftwelligen Hauptteil des Unteren Arnsberger Walds an der Grenze zu den offenen Hellwegbörden (542), der eine Höhe von 350 bis 300 m ü. NN aufweist und sich entlang den rund 70 m tief eingeschnittenen Längstälern der Möhne und der unteren Heve erstreckt.
Der Naturraum liegt überwiegend auf dem Gemeindegebiet der Gemeinde Möhnesee mit kleineren Anteilen in Arnsberg im Südwesten und Warstein im Osten. Eine große Fläche des Möhneseegebiets nimmt der Möhnestaussee ein, der vollständig im Naturraum liegt und als Abflussspeicher des größten Teils des Nordsauerländer Oberlands (334) dient. Er ist als ein beliebtes Erholungs- und Wassersportgebiet am Rande des Naturparks Arnsberger Wald.
Unterschieden werden kann der Untere Arnsberger Wald mit dem Möhneseegebiet von dem südlich gelegenen Oberen Arnsberger Wald (334.3) durch eine deutlich flachere Geländeform und ein milderes Klima mit 800 bis 900 mm Niederschlag und einer Mai/Juli-Mitteltemperatur von 14 bis 15 °C. Die Böden, auf denen im Gegensatz zu dem Oberen Arnsberger Wald („Buchwald“) neben großflächigen Nadelwald meist Eichenwald anzutreffen ist, sind sandig-lehmig, zum Teil auch podsolig.